# Poisson (cráter)
Poisson es un cráter que se encuentra en las tierras altas del sur de la cara visible de la Luna. Se localiza al este del cráter Aliacensis y al noroeste de Gemma Frisius. Al noroeste de Poisson está situado Apianus.
Este cráter muy erosionado comparte un piso común con el cráter satélite Poisson T al oeste-suroeste, y los dos cráteres están más o menos fusionados en una única formación con un cuello estrecho enmedio. El borde de Poisson está fuertemente erosionado, y aparece cubierto por varios cráteres. Poisson U invade parcialmente el borde sur del cruce de Poisson y de Poisson T. Una formación de pared baja se une al borde norte en el lado opuesto del cuello de Poisson U.
El piso interior de Poisson y Poisson T está invadido por lava basáltica, dejando una superficie plana dentro de las paredes interiores. Un par de viejos cráteres muy desgastadas se encuentran a lo largo de la pared interior en la parte sureste del cráter.

## Cráteres satélite
Por la convención estos elementos son identificados en los mapas lunares poniendo la letra en el lado del punto medio del cráter que está más cerca de Poisson.
| \| Poisson \| Coordenadas \| Diámetro \| \| ------- \| ----------------------------- \| -------- \| \| A \| 29°36′S 9°06′E / -29.6, 9.1 \| 17 km \| \| B \| 30°48′S 10°54′E / -30.8, 10.9 \| 11 km \| \| C \| 33°06′S 8°36′E / -33.1, 8.6 \| 26 km \| \| D \| 31°24′S 7°42′E / -31.4, 7.7 \| 12 km \| \| E \| 34°12′S 8°36′E / -34.2, 8.6 \| 14 km \| \| F \| 33°42′S 8°00′E / -33.7, 8.0 \| 14 km \| \| G \| 31°42′S 7°24′E / -31.7, 7.4 \| 16 km \| \| H \| 33°00′S 7°24′E / -33.0, 7.4 \| 19 km \| \| J \| 35°00′S 8°18′E / -35.0, 8.3 \| 27 km \| \| K \| 32°42′S 9°36′E / -32.7, 9.6 \| 13 km \| \| L \| 32°42′S 8°12′E / -32.7, 8.2 \| 16 km \| \| M \| 33°54′S 7°36′E / -33.9, 7.6 \| 7 km \| \| N \| 30°42′S 8°24′E / -30.7, 8.4 \| 4 km \| \| O \| 35°00′S 9°06′E / -35.0, 9.1 \| 4 km \| \| P \| 31°54′S 8°54′E / -31.9, 8.9 \| 7 km \| \| Q \| 32°36′S 10°12′E / -32.6, 10.2 \| 28 km \| \| R \| 30°00′S 8°24′E / -30.0, 8.4 \| 5 km \| \| S \| 29°54′S 11°24′E / -29.9, 11.4 \| 4 km \| \| T \| 31°06′S 9°12′E / -31.1, 9.2 \| 25 km \| \| U \| 31°36′S 10°18′E / -31.6, 10.3 \| 25 km \| \| V \| 32°00′S 10°36′E / -32.0, 10.6 \| 16 km \| \| W \| 29°36′S 11°54′E / -29.6, 11.9 \| 3 km \| \| X \| 29°00′S 12°18′E / -29.0, 12.3 \| 5 km \| \| Z \| 29°36′S 10°30′E / -29.6, 10.5 \| 5 km \| |                               |          |
| Poisson | Coordenadas                   | Diámetro |
| A | 29°36′S 9°06′E / -29.6, 9.1   | 17 km    |
| B | 30°48′S 10°54′E / -30.8, 10.9 | 11 km    |
| C | 33°06′S 8°36′E / -33.1, 8.6   | 26 km    |
| D | 31°24′S 7°42′E / -31.4, 7.7   | 12 km    |
| E | 34°12′S 8°36′E / -34.2, 8.6   | 14 km    |
| F | 33°42′S 8°00′E / -33.7, 8.0   | 14 km    |
| G | 31°42′S 7°24′E / -31.7, 7.4   | 16 km    |
| H | 33°00′S 7°24′E / -33.0, 7.4   | 19 km    |
| J | 35°00′S 8°18′E / -35.0, 8.3   | 27 km    |
| K | 32°42′S 9°36′E / -32.7, 9.6   | 13 km    |
| L | 32°42′S 8°12′E / -32.7, 8.2   | 16 km    |
| M | 33°54′S 7°36′E / -33.9, 7.6   | 7 km     |
| N | 30°42′S 8°24′E / -30.7, 8.4   | 4 km     |
| O | 35°00′S 9°06′E / -35.0, 9.1   | 4 km     |
| P | 31°54′S 8°54′E / -31.9, 8.9   | 7 km     |
| Q | 32°36′S 10°12′E / -32.6, 10.2 | 28 km    |
| R | 30°00′S 8°24′E / -30.0, 8.4   | 5 km     |
| S | 29°54′S 11°24′E / -29.9, 11.4 | 4 km     |
| T | 31°06′S 9°12′E / -31.1, 9.2   | 25 km    |
| U | 31°36′S 10°18′E / -31.6, 10.3 | 25 km    |
| V | 32°00′S 10°36′E / -32.0, 10.6 | 16 km    |
| W | 29°36′S 11°54′E / -29.6, 11.9 | 3 km     |
| X | 29°00′S 12°18′E / -29.0, 12.3 | 5 km     |
| Z | 29°36′S 10°30′E / -29.6, 10.5 | 5 km     |